# Alltagsmaske

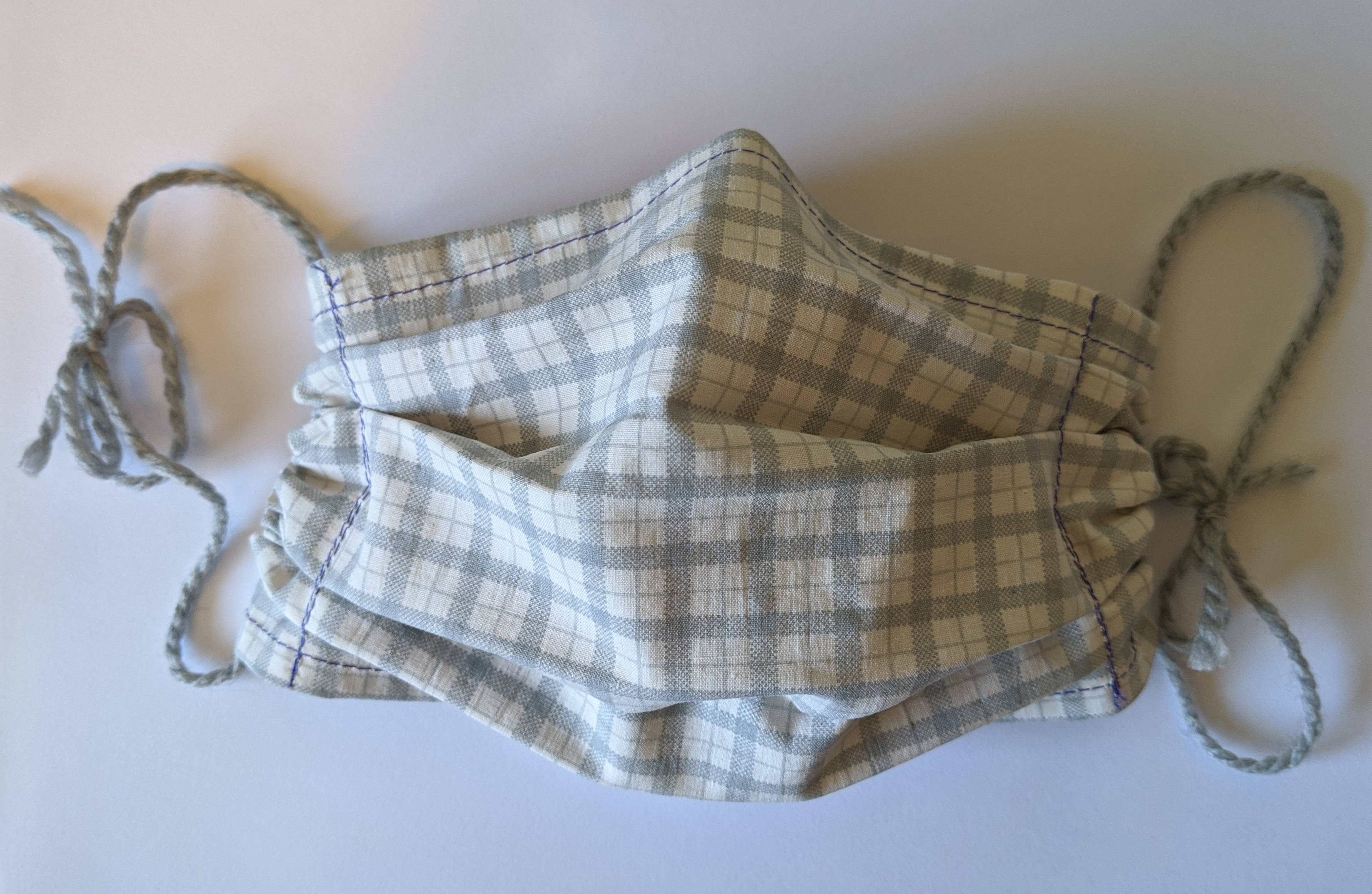
Selbstgemachte Alltagsmaske mit Haltebändern

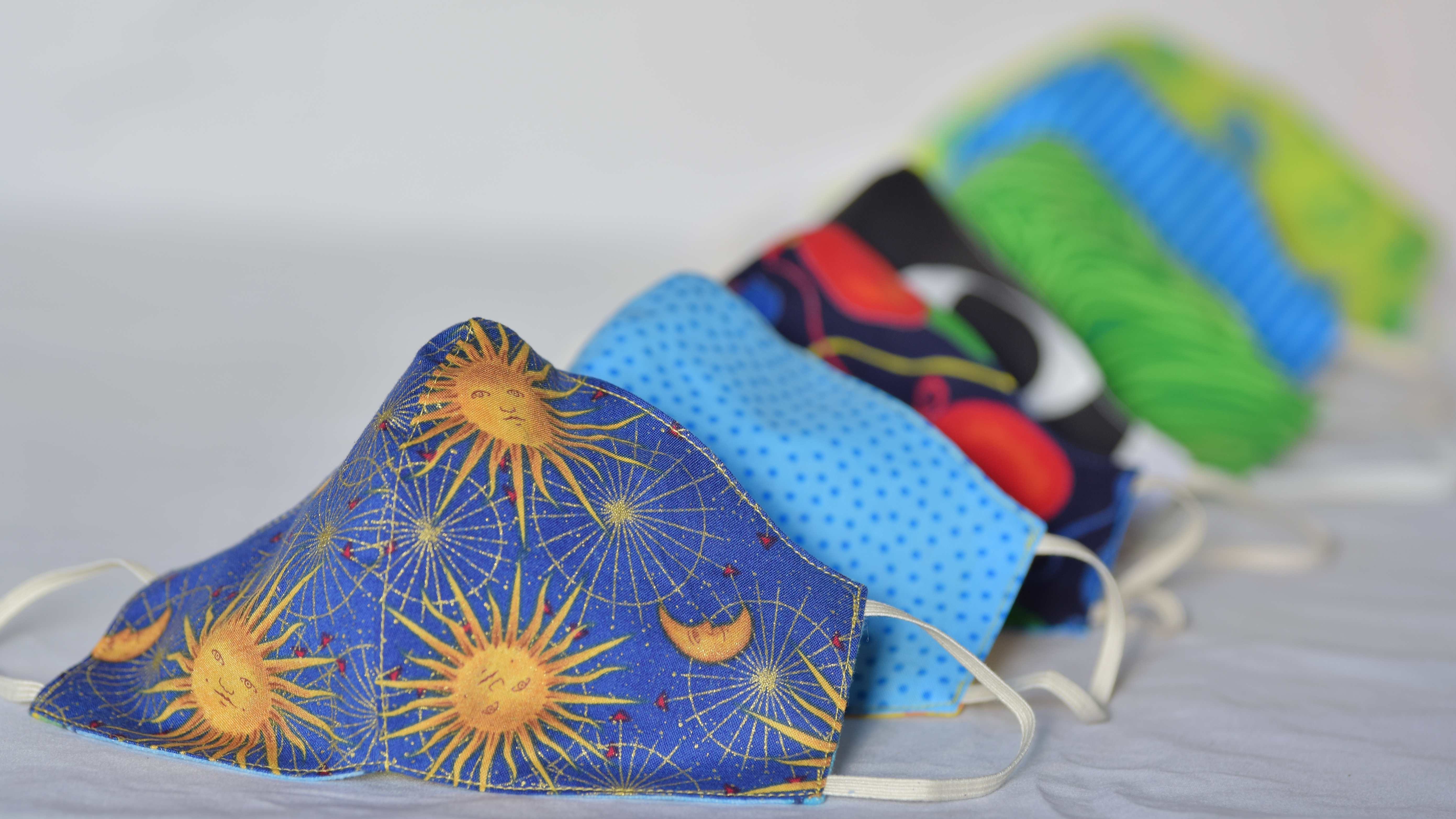
An die Gesichtsform angepasste, selbstgenähte Alltagsmasken mit Gummibändern

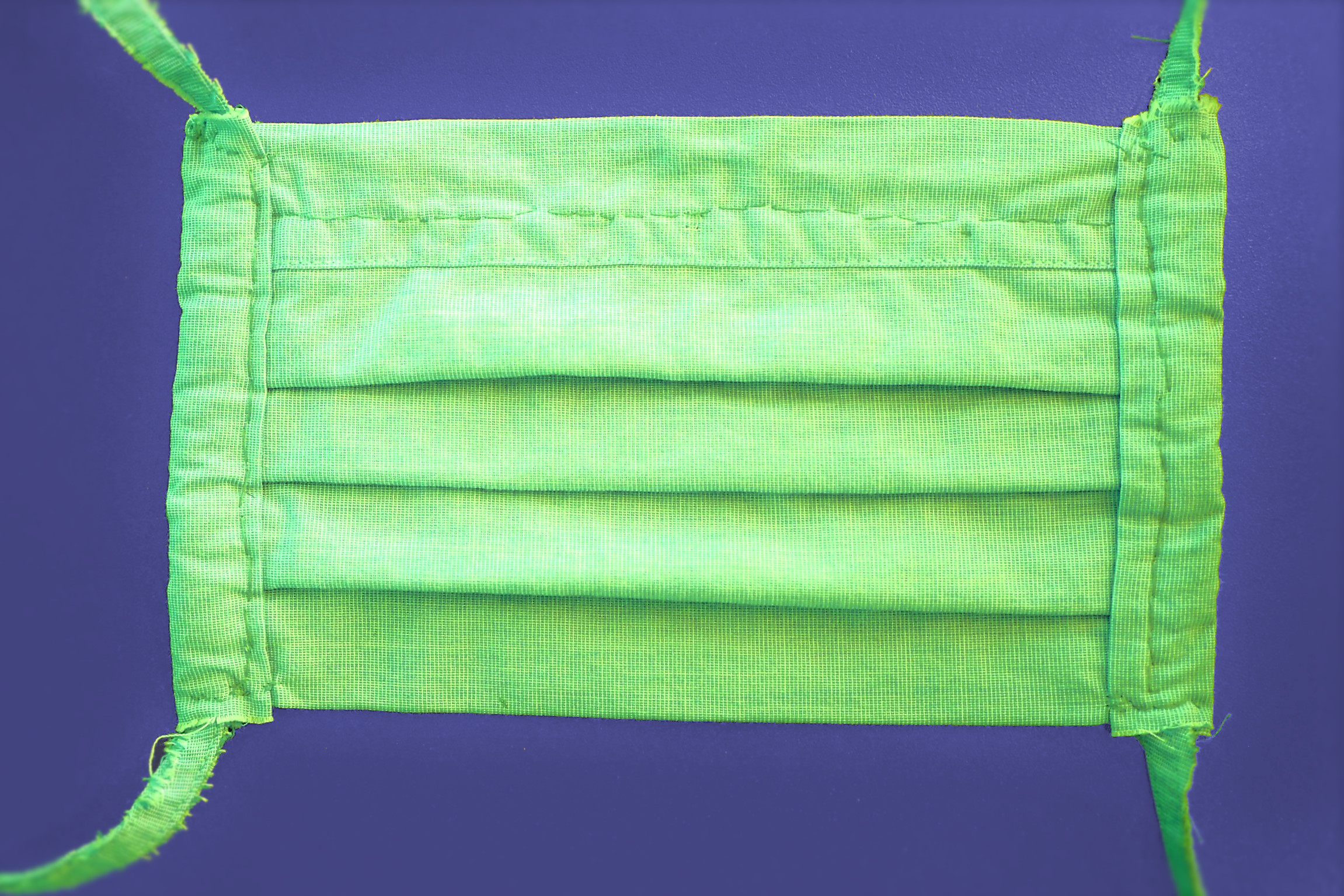
Handgenähte Alltagsmaske aus zwei Lagen Baumwollstoff mit Haltebändern

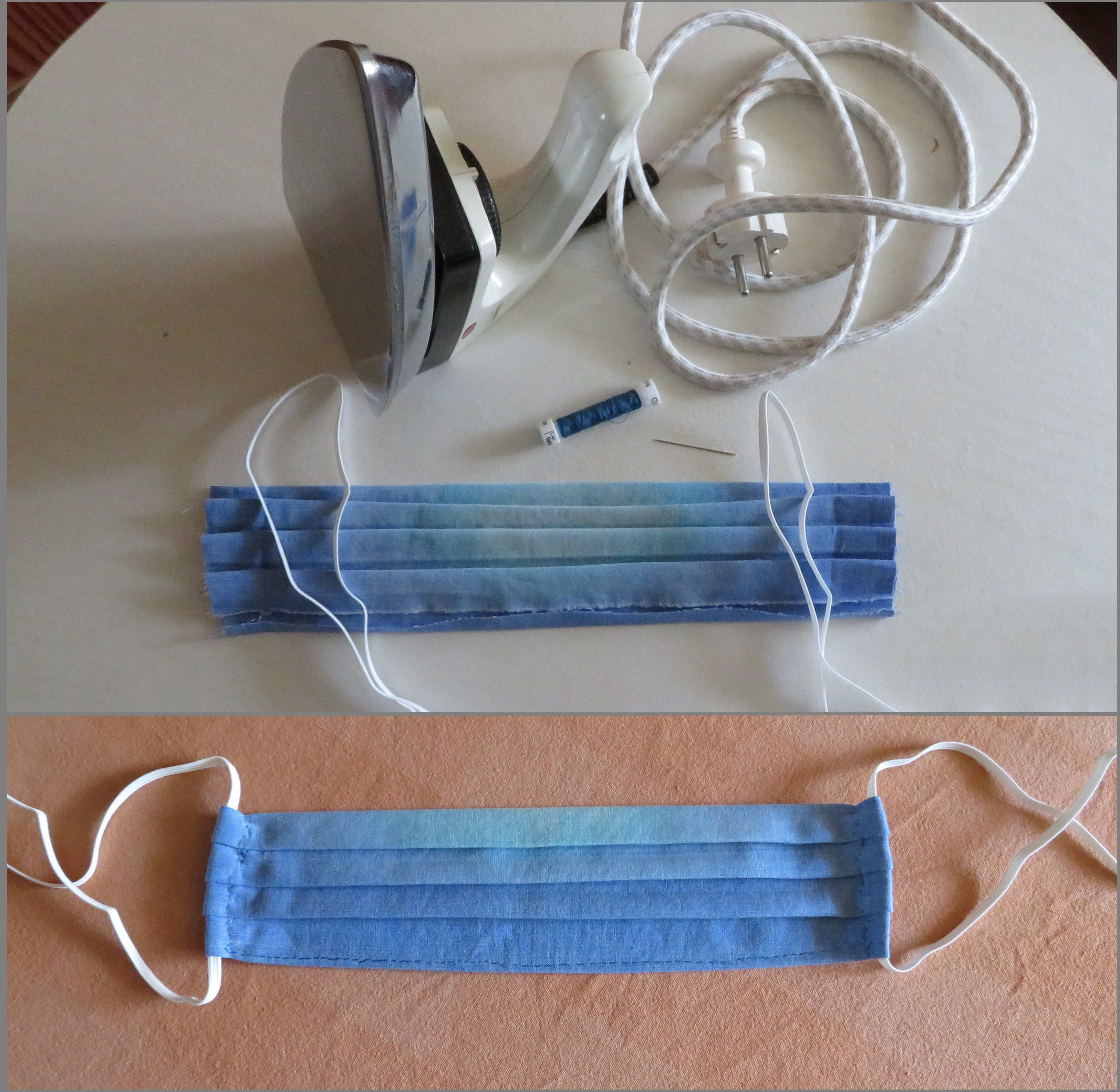
Handgenähte Behelfs-Mund-Nasen-Maske aus Baumwolle mit vor dem Nähen eingebügelten Falten, kann durch Bügeln desinfiziert werden

Eine Alltagsmaske oder (amtssprachlich) Mund-Nasen-Bedeckung (MNB) ist ein geschneidertes Stück Stoff, das über Nase und Mund getragen wird und die Atemluft filtern soll. Weitere Bezeichnungen sind Community-Maske, Behelfs-Mund-Nasen-Maske, Behelfsmaske bzw. selbst hergestellte DIY-Maske.
In Österreich wird die Maske amtssprachlich (einfacher) Mund-Nasen-Schutz (MNS) und gesetzlich mechanische Mund-Nasen-Schutzvorrichtung bzw. eine den Mund- und Nasenbereich abdeckende [und eng anliegende] mechanische Schutzvorrichtung genannt.
Sie besteht meistens aus Baumwollstoff, der in Falten gelegt vernäht oder an die Gesichtsform angepasst geschneidert ist. Sie wird mit Gummibändern an den Ohren oder mit Haltebändern an Hinterkopf und Nacken fixiert. Ist ein Metalldraht in den Stoff über der Nase eingearbeitet, kann die Maske enger an die Nase angepasst und somit enger ans Gesicht fixiert werden.
Behelfsmasken dürfen nicht gewerblich „als Medizinprodukte oder Gegenstände persönlicher Schutzausrüstung in Verkehr gebracht und nicht mit entsprechenden Leistungen oder Schutzwirkungen ausgelobt werden“, sondern ausschließlich im privaten Umfeld (und in Bayern von Schülern während des Unterrichts, ab dem 7. Juni 2021 nur noch bis zur 4. Jahrgangsstufe) genutzt werden, da sie – anders als medizinischer Mund-Nasen-Schutz (MNS) und Atemschutzmasken wie FFP2- und FFP3-Masken – bisher keiner Regulierung unterliegen. Es gibt daher wenig gesicherte, generalisierbare Aussagen zu ihrer Effektivität als Schutz vor der Übertragung von Infekten oder Feinstaub.
Mit dem Arbeitspapier CWA 17553:2020 für Gesichtsmasken zur Nutzung im öffentlichen Umfeld (Community Face Coverings), den das Europäische Komitee für Normung (CEN) im Juni 2020 veröffentlichte, werden erstmals Mindestanforderungen an das Design, die Herstellung und die Leistungsbewertung beschrieben.

## Geschichte

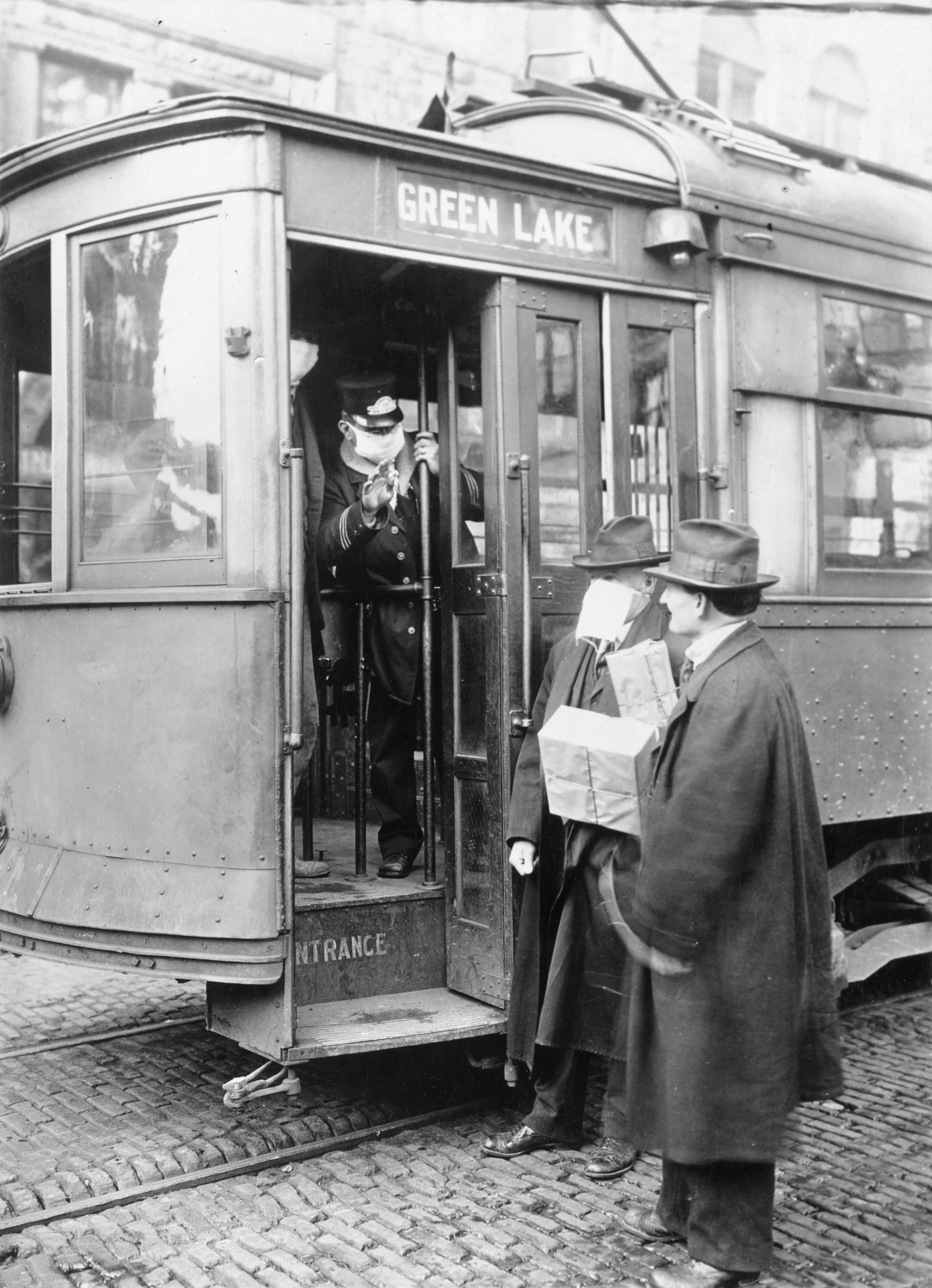
Während der Spanischen Grippe 1918 weist ein Straßenbahnschaffner in Seattle eine Person ab, die einsteigen will, ohne eine Maske zu tragen

Die erste nachgewiesene Anwendung von Stoff-Gesichtsmasken war die durch den französischen Chirurgen Paul Berger während einer Operation in Paris im Jahr 1897.
Masken kamen Anfang des 20. Jahrhunderts in Gebrauch, um sich vor Infektionen zu schützen. Ein Entwurf des chinesischen Arztes Wu Lien-teh, der während einer Pestepidemie im Herbst 1910 am chinesischen Kaiserhof arbeitete, war der erste, mit dem empirische Tests stattfanden. Er inspirierte Masken, die während der Spanischen Grippe 1918 verwendet wurden. Die erste Studie zu Masken, die von Mitarbeitern im Gesundheitswesen getragen wurden, fand im Jahr 1918 statt.
Die Spanische Grippe (1918–1920) forderte in Japan 390.000 Todesopfer. Die japanische Regierung ließ damals Poster aufhängen mit der Botschaft: „Vorsicht vor Keimen! Sie riskieren Ihr Leben, wenn Sie keine Maske tragen!“ Seitdem nahm die Verbreitung der Gesichtsmasken in Japan stetig zu. Heute gehören Stoffmasken in Japan zum Alltagsbild im öffentlichen Raum; dabei handelt es sich oft um Zellstoff-Masken für den einmaligen Gebrauch.
Als Schweden in der Mitte des Jahres 1918 stark von der Spanischen Grippe betroffen war, erkannte man innerhalb weniger Wochen die Wirksamkeit von Gesichtsmasken:

„[A]lle diese Personen, welche mit Kranken […] in stetem Kontakt sein müssen, wurden mit Gesichtsmasken ausgerüstet, die ähnlich den Kriegs-Gasmasken das ganze Gesicht bis über das Kinn bedeckten, die Augen frei ließen. […] Anlaß zur Einführung dieser Masken gab die Tatsache, welche von unseren bedeutendsten Klinikern und Hygienikern festgestellt worden war, daß die Uebertragung der Krankheitserreger mehr auf indirekt-kontagiösem Wege, also durch die Luft als Medium, als von Mensch zu Mensch (direkt-kontagiös) stattfindet, woraus sich ergibt, daß die Luft des Krankenzimmers, welche mit Krankheitskeimen besonders gesättigt ist, auch ganz besondere Möglichkeit zur Infektion gibt.“

Ebenfalls 1918 wurde in der Schweiz das Tragen von Masken empfohlen:

„Herr Prof. Galli-Valerio in Lausanne empfiehlt allen Personen, die sich vor der Ansteckung mit der spanischen Grippe fürchten, eine Maske zu tragen, da die Grippe sich durch Speichelstoffe, die in die Nase, den Mund etc. eindringen, verbreitet wird. Der hygienische Stadtdienst von Lausanne hat zwei Modelle Schutzmasken hergestellt, welche im Krankenhause in Lausanne erprobt wurden.“

Spätestens im Jahr 1919 war bekannt, dass die Masken trotz aller Probleme bei der Anwendung einen gewissen Schutz bieten:

„Als prophylaktisches Mittel sind die Masken von vielen Seiten empfohlen worden. Es existieren eine ganze Anzahl von Modellen. Die anschließenden Masken werden von den Schwestern und vom Wartpersonal sehr ungern getragen, da sie beim Arbeiten leicht feucht werden und dann kaum mehr Luft durchlassen. Lenz gibt zwar an, daß man sich an die Maske gewöhnen kann. Es scheint das schon zu gehen bei Aerzten, aber nicht bei dem etwas schwerer arbeitenden Personal. Es sind auch Infektionen vorgekommen trotz strengem Tragen der Masken, allerdings nur leichte Erkrankungen. Einen gewissen Schutz scheinen die Masken demnach schon zu bilden.“

In den 1940er Jahren wurden in den USA Masken aus Seihtuch eingesetzt, um Krankenschwestern vor Tuberkulose zu schützen.
In den 1960er Jahren ging deren Verwendung in den Industriestaaten aus hygienischen Gründen zu Gunsten moderner medizinischer Masken zurück. In den Entwicklungsländern wurden sie jedoch weiterhin eingesetzt. Gesichtsmasken aus Stoff wurden in den 1960er Jahren in den Industrieländern weitgehend durch industriell gefertigte Einwegprodukte aus mehrlagigem Vliesstoff verdrängt. Einfache Stoffmasken werden jedoch bei Infektionsausbrüchen weiterhin verwendet, so z. B. in Asien während der SARS-Pandemie 2002/2003 und in Westafrika während der Ebolafieber-Epidemie 2014 bis 2016. Während der seit 2020 laufenden COVID-19-Pandemie wurde in zahlreichen Ländern eine Pflicht zum Tragen von Mund-Nasen-Bedeckungen eingeführt (siehe unten).

## Herstellung

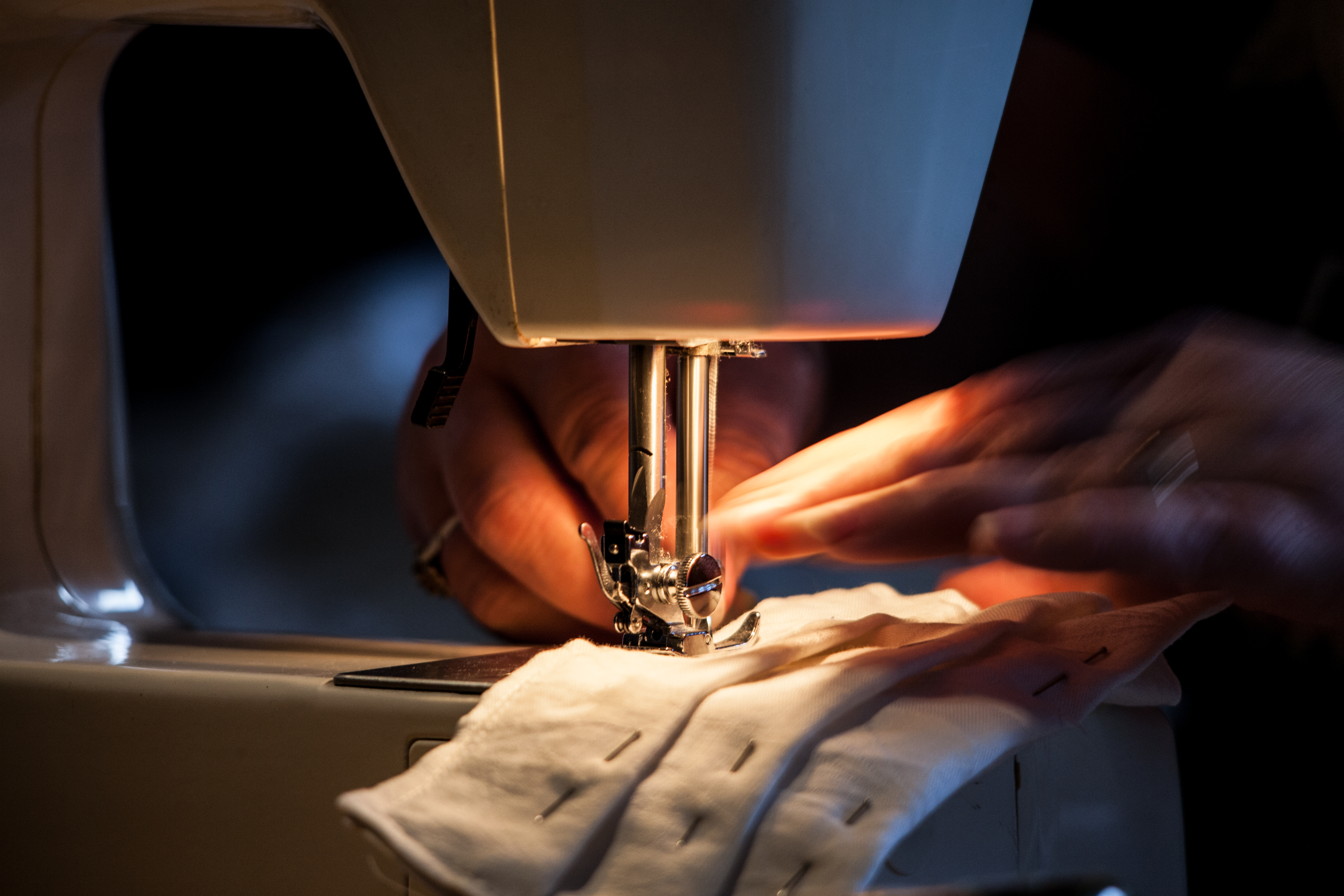
Das Nähen einer Behelfsmaske

Aufgrund der individuellen Herstellung ist die Vielfalt der Herstellungsmethoden, Muster und Produkte sehr groß.

### Hersteller
Im Zuge der COVID-19-Pandemie ergab sich kurzzeitig ein großer Bedarf an medizinischen Mund-Nasen-Schutz-Bedeckungen. Weil diesbezüglich vom Katastrophenschutz keine Vorräte angelegt waren und der Bedarf nicht genügend rasch befriedigt werden konnte, wurden Behelfsmasken in Eigenregie von Privaten und gewerblichen Herstellern angefertigt, beispielsweise von zahlreichen professionellen Schneidern und Nähern; oder von Personen, die sonst beispielsweise als Änderungsschneider oder in den Kostümabteilungen von Theatern tätig sind. Auch größere Unternehmen stiegen in die Produktion ein. Im Handel werden seitdem Stoffmasken unterschiedlichster Art angeboten.
Zusätzlich werden Behelfsmasken in unzähligen Haushalten sowie von engagierten Helfern und Gruppen selbst angefertigt.

### Selbstgemachte Masken
Anleitungen zum Nähen von DIY-Masken („Do-it-yourself-Masken“) wurden von verschiedenen Institutionen veröffentlicht, so zum Beispiel von der Stadt Essen sowie von Prominenten, darunter vom Modedesigner Guido Maria Kretschmer.
In Printmedien und im Internet wurden darüber hinaus verschiedene Möglichkeiten bekannt gemacht, Masken ohne Nähen zu können herzustellen, so auch von der amerikanischen Gesundheitsbehörde CDC. Demnach können taugliche Mund-Nasen-Bedeckungen mit einfachsten Mitteln und auch ohne Werkzeug aus haushaltsüblichen Materialien hergestellt werden.

### Materialien
Zumeist werden Baumwollstoffe verwendet. Selbstgefertigte Masken können beispielsweise aus getragenen T-Shirts, Bandanas, Taschentüchern, Schals, Schlauchtüchern oder Handtüchern hergestellt werden. Wissenschaftler aus Hongkong erfanden im Februar 2020 eine Selbstbau-Maske aus zwei Arten Tissue-Papier.
Laut einer Untersuchung des Max-Planck-Instituts für Chemie eignen sich viele im Haushalt gebräuchliche Materialien zur Herstellung von Masken, die das Risiko der Ansteckung mit dem Coronavirus verringern können: neben verschiedenen Baumwollstoffen zum Beispiel auch Papiertücher von Küchenrollen oder Vliese von Staubsaugerbeuteln. In der Folge wies ein großer Hersteller von Staubsaugerbeuteln darauf hin, dass die vom Unternehmen hergestellten Staubsaugerbeutel nicht für die Verwendung als Maske konzipiert wurden.
Behelfsmasken unterscheiden sich von den gesetzlich regulierten medizinischen Mund-Nasen-Schutzmasken (Norm: EN 14683:2019) und Atemschutzmasken, welche mehreren Lagen Stoff sowie Vliesstoff, der in einem Schmelzblasprozess in Form gebracht wird, hergestellt werden.

## Verwendung
Wiederverwendbare Gesichtsmasken aus Stoff werden in Asien und in Entwicklungsländern seit langem benutzt.
Im Gesundheitswesen werden sie von infektiösen Patienten als „Quellkontrolle“ getragen. Damit wird die Übertragung von Krankheitserregern, die sich in Atemtröpfchen befinden, reduziert. Mitarbeiter in Gesundheitseinrichtungen dürfen sie nur dann tragen, wenn medizinischer Mund-Nasen-Schutz und Atemschutzmasken nicht verfügbar sind. Der Einsatz von behelfsmäßigen Mund-Nasen-Masken wird allgemein nur als letztes Mittel empfohlen, wenn keine effektiveren Masken verfügbar sind. Sie werden vor allem in der Öffentlichkeit getragen.
Im Influenza-Pandemieplan Schweiz 2018 ist nur die Verwendung von Hygienemasken (chirurgische Masken, Mund-Nasen-Schutz MNS) und Atemschutzmasken (FFP1, FFP2, FFP3) vorgesehen, nicht aber die Verwendung von Alltagsmasken.

### Aufbereitung zur Wiederverwendung
Gesichtsmasken aus Stoff können laut dem Bundesinstitut für Arzneimittel und Medizinprodukte „idealerweise bei 95 °C, mindestens aber bei 60 °C“ gewaschen und nach anschließender Trocknung wiederverwendet werden.
In einer Maske angesammelte Viren und Bakterien (aber nicht deren Sporen) können durch Bestrahlung mit UV-C-Bestrahlung wirksam desinfiziert werden, das Bundesamt für Strahlenschutz warnt aber, dass UV-C-Desinfektionsgeräte grundsätzlich nur so angewandt werden sollten, dass weder Haut noch Augen der Strahlung ausgesetzt werden.

## Wirksamkeit

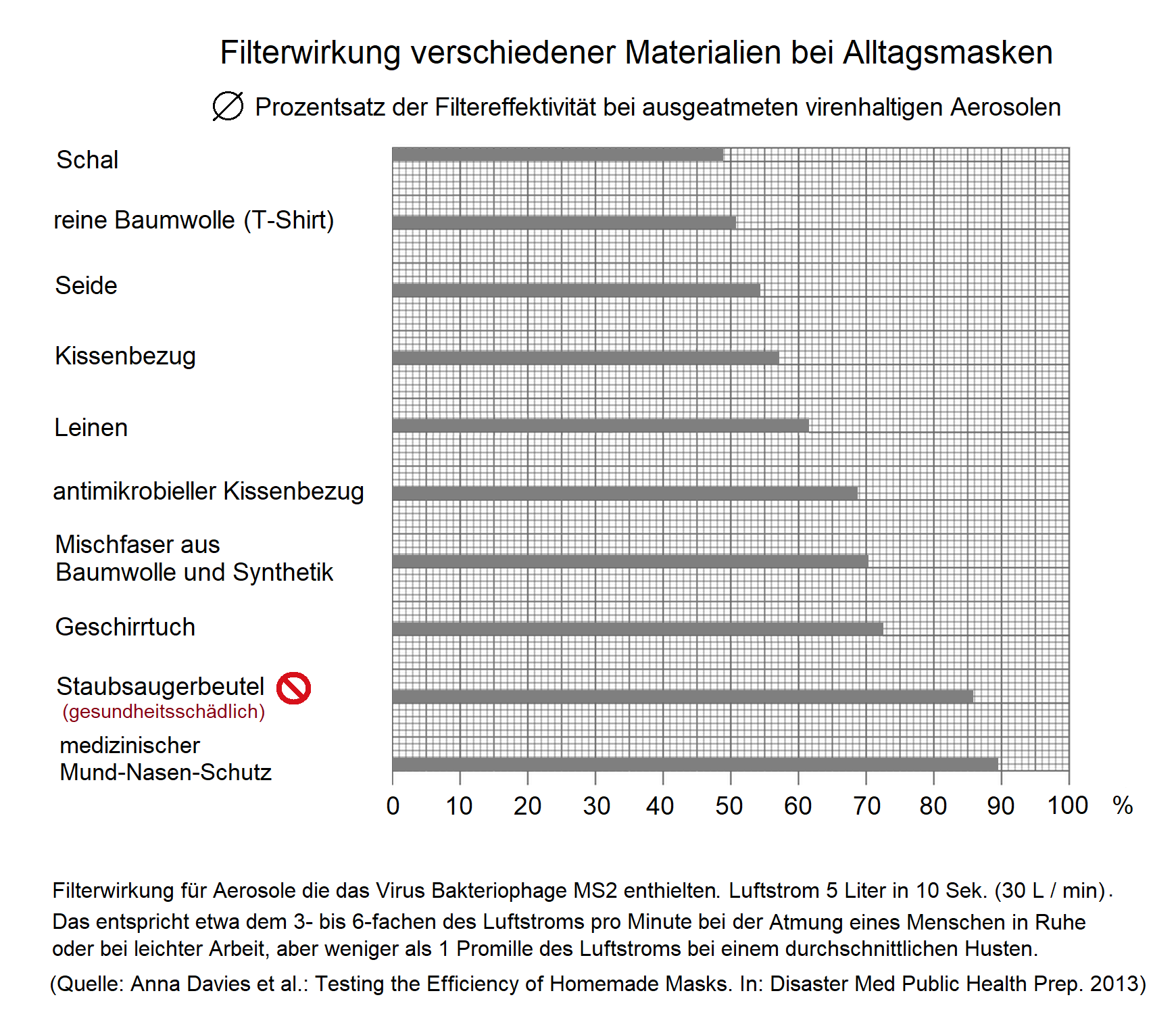
Filterwirkung bei verschiedenen Materialien für selbst gefertigte Masken

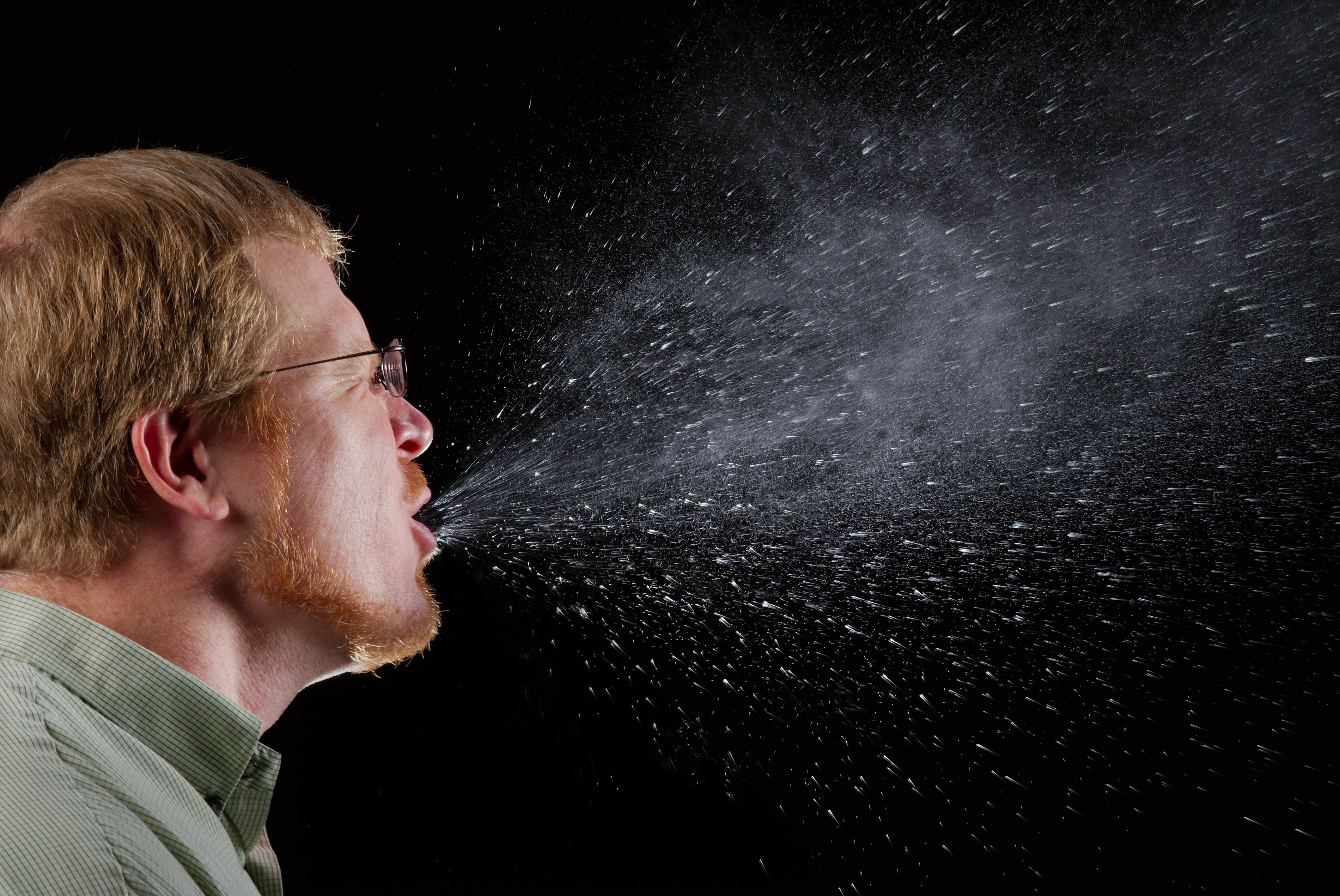
Effekt des Niesens (mit gleichzeitigem Ausstoß von Speichel aus dem Mund) ohne Mundschutz

Wie medizinischer Mund-Nasen-Schutz, aber anders als Atemschutzmasken, schließen Alltagsmasken am Rand nicht luftdicht ab.
Stand 2015 gab es keine randomisierte kontrollierte Studie oder Empfehlung zur Anwendung wiederverwendbarer Stoffmasken. Die meiste Forschung fand im frühen 20. Jahrhundert statt, bevor medizinische Einwegmasken üblich wurden.
Bis 2006 waren Stoffmasken durch die US-amerikanische Food and Drug Administration nicht für die Verwendung als medizinische Masken zugelassen.
Für Stoffmasken ist keine Selbstschutzwirkung nachgewiesen, sie können jedoch die Geschwindigkeit des Atemstroms oder Speichel-/Schleim-Tröpfchenauswurfs senken und somit die Übertragung von Viren und Bakterien von einem infektiösen auf bisher nicht infizierte Mitmenschen reduzieren (Tröpfcheninfektion). Zusätzlich können sie laut Bundesinstitut für Arzneimittel und Medizinprodukte das Bewusstsein für räumliche Distanzierung und einen gesundheitsbezogenen, achtsamen Umgang mit sich und anderen unterstützen. Gleichzeitig wird regelmäßig darauf hingewiesen, dass Träger von selbst gebastelten „Community-Masken“ sich nicht allein darauf verlassen können, dass diese sie oder andere vor einer Übertragung von Viren, insbesondere dem SARS-CoV-2, schützen, weil die Qualität dieser nicht genormten Masken stark voneinander abweicht. Die Darstellung rechts zeigt vergleichend verschiedene für Alltagsmasken verwendete Materialien hinsichtlich ihrer Filtrationseffizienz.
Eine Verringerung der Tröpfchenabgabe wurde auch für andere durch Tröpfcheninfektion übertragene Krankheitserreger bereits nachgewiesen.

## COVID-19-Pandemie 2020 ff.

### Mund-Nasen-Bedeckungen aus epidemiologischer Sicht
Die Basisreproduktionszahl bei COVID-19 ist variabel (siehe auch Basisreproduktionszahl#Nettoreproduktionszahl am Beispiel der COVID-19-Pandemie in Deutschland) und beschreibt, wie viele andere Menschen ein Mensch mit SARS-CoV-2-Infektion ohne Maßnahmen anstecken würde. Zudem wird die Übertragung der Krankheit dadurch erheblich begünstigt, dass die Infektiosität des SARS-CoV-2 bereits in der Inkubationszeit besteht, noch bevor sich Symptome zeigen oder ohne dass sich jemals Symptome entwickeln. Daraus ergibt sich die Notwendigkeit von Maßnahmen wie räumliche Distanzierung, Hygieneregeln und das Tragen von Mund-Nasen-Bedeckungen in der Öffentlichkeit.
Die Bedeutung von Mund-Nasen-Bedeckungen (Masken) ergibt sich daraus, dass das SARS-CoV-2 auch durch Tröpfcheninfektion übertragen wird. Tröpfchen werden beim Niesen, Husten, aber auch beim Sprechen ausgestoßen (beim Niesen und Husten kurzzeitig in großen Mengen, beim Sprechen langzeitig in großen Mengen zum Teil auf einen Gesprächspartner gerichtet). In allen diesen Fällen bieten Masken zwar keinen vollkommenen, aber einen relativ wirksamen Schutz vor der Übertragung (Verminderung des Infizierungsrisikos), da Tröpfchen vom Gewebe abgefangen werden. Schon beim Aussprechen einzelner Wörter (in einer Studie bei der Aussprache des englischen „th“ bei „stay healthy“) können Tröpfchen aus dem Mund austreten. In einem geeigneten Tuch vor dem Mund bleiben sie weitgehend hängen. Aufgrund des Effekts, Tröpfchen großenteils schon abzufangen, bevor sie auf eine Person in der Nähe treffen oder sich im Raum verteilen können, dienen Alltagsmasken in erster Linie dem Fremdschutz, das heißt dem Schutz anderer Personen vor infektiösen Sekreten (siehe auch oben zur Wirksamkeit).
Laut dem Robert Koch-Institut ist das Tragen von Mund-Nasen-Bedeckungen in der Öffentlichkeit als „zusätzlicher Baustein“ zu bewerten, mit dem die Ausbreitungsgeschwindigkeit von COVID-19 reduziert werden kann. Das Tragen von Mund-Nasen-Bedeckungen sei insbesondere dann sinnvoll, wenn sich mehrere Menschen länger in geschlossenen Räumen aufhalten (z. B. am Arbeitsplatz) oder wenn der Mindestabstand nicht eingehalten werden kann (z. B. in Geschäften und in öffentlichen Verkehrsmitteln). Es sei unbedingt nötig, andere empfohlene Maßnahmen ebenso zu beachten.

### Empfehlungen zum Tragen von Alltagsmasken

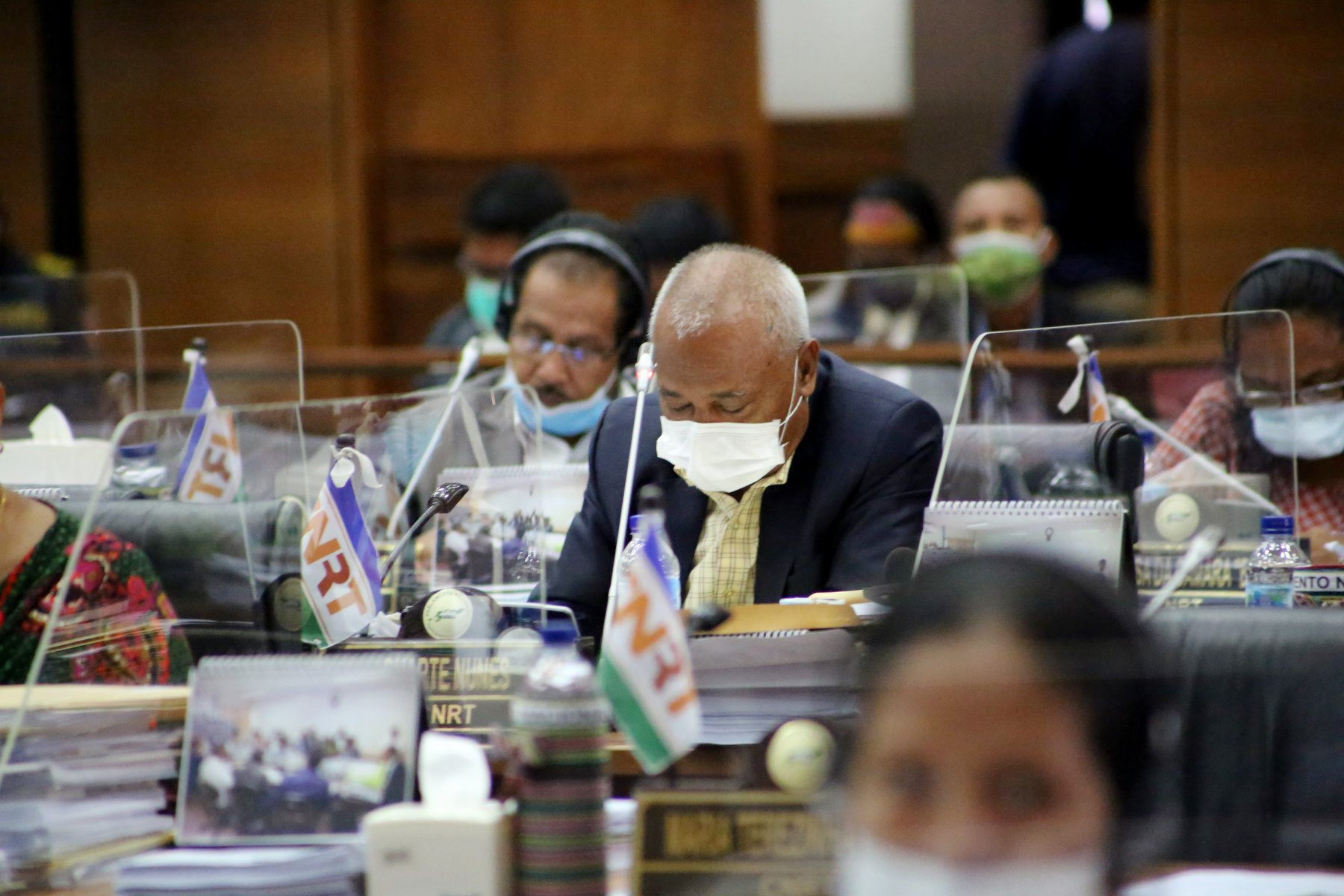
Abgeordnete im Parlament von Osttimor mit Masken und Seitenschutz (April 2020)

Das Tragen von Masken in der Öffentlichkeit wurde zunächst vielerorts empfohlen. Im März 2020 empfahlen Mediziner aus Hongkong, diese Praxis, wie sie in asiatischen Ländern schon zuvor üblich war, auch in anderen Ländern einzuführen. Auch der Virologe Alexander Kekulé äußerte im März 2020 die Vermutung, dass das weit verbreitete Tragen von Schutzmasken dort einen schlimmeren Ausbruch verhindern konnte, und empfahl der Bevölkerung (und insbesondere Angestellten mit viel Personenkontakt) daher, in der Öffentlichkeit ständig einen Mund-Nasen-Schutz zu tragen, auch wenn es sich nur um einfache Masken handele. Bereits kurz zuvor hatte der Deutsche Hausärzteverband ebenfalls eine Empfehlung für das Tragen eines Behelfs-Mund-Nasen-Schutzes in der Bevölkerung ausgesprochen und eine Einbindung der Hausärzte in die Verteilung angeregt.
Im März 2020 veröffentlichte die Washington Post einen Artikel des Datenwissenschaftlers Jeremy Howard, der dafür plädiert, dass alle in der Öffentlichkeit eine selbstgemachte Schutzmaske tragen sollten, um die Ausbreitung des Virus einzudämmen, zusätzlich zu anderen Maßnahmen. Der Autor stützt sein Plädoyer auf die Auswertung der bisherigen Fachliteratur zur Wirkung verschiedener Masken.
Zusätzlich empfahl die US-Gesundheitsbehörde Centers for Disease Control and Prevention (CDC) im März 2020, dass, wenn weder Atemschutz- noch medizinische Mund-Nasen-Schutz-Masken verfügbar sind, von den Mitarbeitern im Gesundheitswesen als letztes Mittel Alltagsmasken verwendet werden können, die nicht durch das National Institute for Occupational Safety and Health getestet und zugelassen wurden. Die Anwendung solle allerdings mit großer Vorsicht erfolgen und andere Hygienemaßnahmen sollten nicht vernachlässigt werden. Im April 2020 empfahl die CDC allen Bürgern, in der Öffentlichkeit Mund und Nase mit Stoff zu bedecken, wenn Maßnahmen der räumlichen Distanzierung schwierig umzusetzen seien, wie in Geschäften oder Apotheken. Die Mund-Nasen-Bedeckung habe den Zweck, andere vor einer Infektion zu schützen. Sie solle aus mehreren Lagen Stoff bestehen und dicht am Gesicht aufliegen, aber das Atmen nicht behindern.
In Deutschland wurden vom Bundesinstitut für Arzneimittel und Medizinprodukte (BfArM) ebenfalls Empfehlungen zur Verwendung und Aufbereitung von Behelfsmasken herausgegeben. Geeignete Masken könnten „einen Beitrag zur Reduzierung der weiteren Ausbreitung von SARS-CoV-2 leisten“. Träger der beschriebenen ‚Community-Masken‘ könnten sich allerdings „nicht darauf verlassen, dass diese sie oder andere vor einer Übertragung von SARS-CoV-2 schützen, da für diese Masken keine entsprechende Schutzwirkung nachgewiesen wurde.“ Am 15. April 2020 sprachen Bund und Länder eine „dringende Empfehlung“ zum Tragen von „Alltagsmasken“ im Einzelhandel und im öffentlichen Nahverkehr aus.

### Maskenpflicht
Die Tschechische Republik führte das Tragen von „Mundschutz“ im Rahmen des am 12. März 2020 verhängten Ausnahmezustands im öffentlichen Raum verpflichtend ein.
In Österreich wurde Ende März für Supermärkte eine ähnliche Vorschrift erlassen.

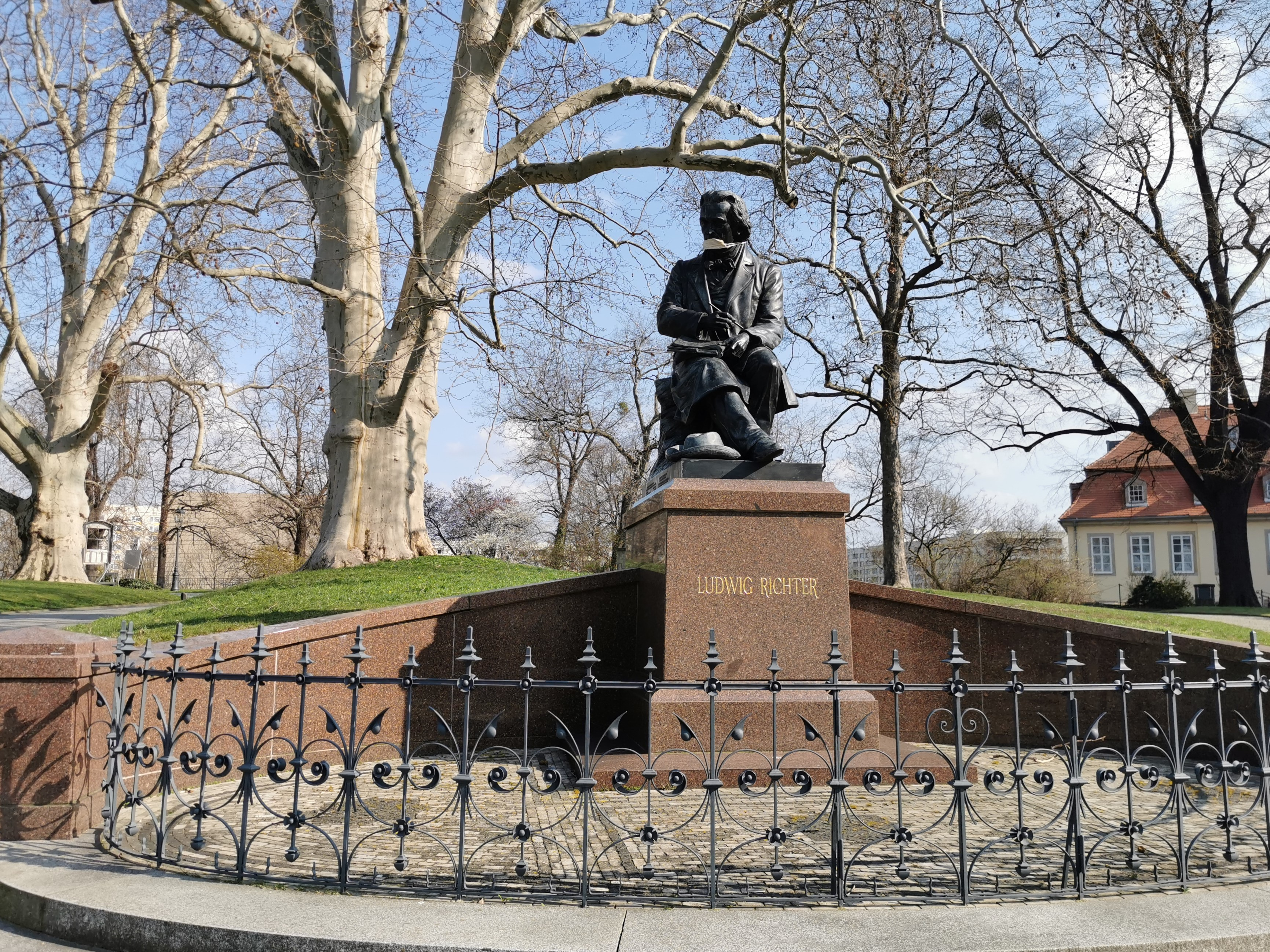
Offenbar als Reaktion auf die Diskussion um eine Maskenpflicht „dekorierten“ Unbekannte das Ludwig-Richter-Denkmal in Dresden mit einer „Schutzmaske“ (19. März 2020)

Die Leopoldina plädierte am 3. April 2020 für eine Maskenpflicht in Deutschland.
Als erste Stadt in Deutschland führte Jena Anfang April eine Maskenpflicht ein (in drei Stufen zum 1., 6. und 10. April 2020).
Am 14. April 2020 gab das Robert Koch-Institut (RKI) eine Empfehlung für ein situationsabhängiges Tragen einer Mund-Nasen-Bedeckung (MNB) heraus, der Bund und Länder am gleichen Tag folgten.
Sachsen erließ als erstes Bundesland am 17. April 2020 eine Maskenpflicht in Geschäften und im Nahverkehr. Die anderen Bundesländer folgten kurz darauf; die einzelnen Landesregierungen trafen jeweils eigene Verfügungen, die ab dem 27. April 2020 umgesetzt wurden. Der Virologe Christian Drosten äußerte im Juni 2020 seine Überzeugung, dass die Maskenpflicht in Deutschland stark dazu beigetragen habe, die Zahlen der Neuinfektionen relativ niedrig zu halten, und empfahl, diese Maßnahme beizubehalten. Nach der Änderung des Infektionsschutzgesetzes im November 2020 können zuständige Behörden in Deutschland eine Verpflichtung zum Tragen einer Mund-Nasen-Bedeckung (Maskenpflicht, § 28a Abs. 1 Nr. 2 Infektionsschutzgesetz) anordnen, soweit und solange es zur Verhinderung der Verbreitung von COVID-19 erforderlich ist. Der Soziologe Andreas Diekmann verwies auf die kooperative Spieltheorie. Im Oktober 2020 stellte das Verwaltungsgericht Frankfurt am Main fest, dass die Maskenpflicht auch in Kirchen besteht.
In den meisten Ländern der Erde wurde eine landesweit gültige Maskenpflicht eingeführt, zumeist im April oder Mai 2020. Am 26. Mai 2020 waren es 116 Länder, in denen landesweit Masken getragen werden mussten, entweder grundsätzlich in der Öffentlichkeit oder in bestimmten Umgebungen (zum Beispiel in öffentlichen Verkehrsmitteln und/oder in Geschäften). In den Vereinigten Staaten, Mexiko, Brasilien und 15 weiteren Ländern galt zu diesem Zeitpunkt eine Maskenpflicht in Teilen des jeweiligen Landes. In der Volksrepublik China, Indien, Japan, und Malaysia wurde keine Maskenpflicht eingeführt, weil das Tragen von Mund-Nasen-Bedeckungen in diesen Ländern ohnehin praktiziert wurde. In 18 Ländern, darunter dem Vereinigten Königreich und der Schweiz, wurde das Tragen von Masken nicht vorgeschrieben, aber empfohlen. Soweit bekannt, gab es am 26. Mai 2020 nur in wenigen Ländern weder eine Pflicht noch eine offizielle Empfehlung zum Tragen von Masken: in Dänemark, in Norwegen, in Schweden, in Finnland, in Australien, in Neuseeland und in Turkmenistan. Zu rund 30 weiteren Ländern ohne Maskenpflicht waren eindeutige Angaben über Empfehlungen zum Tragen von Masken nicht verfügbar.
Die Schweiz und Irland führten zum 13. Juli 2020 eine Maskenpflicht im öffentlichen Personenverkehr ein. In Irland waren bei Verstößen Geldstrafen von bis zu 2.500 Euro und sechs Monate Gefängnis möglich. In der gesamten Schweiz galt seit dem 19. Oktober 2020 eine Maskenpflicht in öffentlich zugänglichen Räumen wie Geschäften, Restaurants, Theatern, Kinos, Museen, Discos und Kirchen sowie bei privaten Veranstaltungen mit 16 bis 100 Teilnehmern.
Frankreich führte zum 20. Juli 2020 eine Maskenpflicht in öffentlichen geschlossenen Räumen ein. Gesundheitsminister Olivier Véran erklärte am 31. Juli 2020, dass die Präfekturen die Maskenpflicht auf öffentliche Plätze ausdehnen könnten. Lille führte daraufhin eine Maskenpflicht auch im Freien ein. In einigen Stadtteilen von Toulouse galt seit dem 5. August 2020 eine Maskenpflicht auch im Freien. In Paris und den angrenzenden Départements Hauts-de-Seine, Seine-Saint-Denis und Val-de-Marne gilt eine Maskenpflicht im Freien seit dem 28. August 2020. Im Département Bas-Rhin galt seit dem 29. August 2020 eine Maskenpflicht im Freien in Städten mit mehr als 10.000 Einwohnern, also in Straßburg, Hagenau, Bischwiller und Oberehnheim. Der Conseil d’État entschied in der Nacht zum 7. September 2020 in einem Eilverfahren, dass die Maskenpflicht im Freien rechtmäßig ist.
Auf Mallorca wurde am 13. Juli 2020 eine Maskenpflicht im Freien eingeführt, in Madrid am 30. Juli 2020.
Italien führte am 8. Oktober 2020 eine landesweite Maskenpflicht im Freien ein.
In Tschechien galt seit September 2020 eine landesweite Maskenpflicht in allen Innenräumen außerhalb der eigenen Wohnung. In der Slowakei galt eine Maskenpflicht im Freien und in allen Innenräumen außerhalb der eigenen Wohnung ab dem 1. Oktober 2020.
In Polen galt eine Maskenpflicht im Freien seit dem 10. Oktober 2020, wie Ministerpräsident Mateusz Morawiecki am 8. Oktober 2020 in Warschau ankündigte. In Bulgarien gab Gesundheitsminister Kostadin Angelow am 20. Oktober 2020 bekannt, dass ab dem 22. Oktober 2020 eine Maskenpflicht auch im Freien gilt.
In Griechenland galt eine Maskenpflicht in Geschäften und geschlossenen öffentlichen Räumen ab dem 29. Juli 2020.
In Belgien wurde die Maskenpflicht im Freien zum 1. Oktober 2020 wieder aufgehoben. Ab dem 26. Oktober 2020 galt in der Hauptstadtregion Brüssel wieder eine Maskenpflicht im gesamten öffentlichen Raum. Im November 2021 wurde eine Maskenpflicht für alle über 10-Jährigen in allen öffentlichen Innenräumen und Geschäften eingeführt.
Ein Expertengremium in den Niederlanden, das sogenannte Outbreak Management Team, riet im Juli 2020 davon ab, eine allgemeine Maskenpflicht in dem Land zu verhängen. Die Regierung stellte es daraufhin den Bürgermeistern frei, lokale Regelungen zu treffen. Die Großstädte Amsterdam, Rotterdam und Den Haag machten davon Gebrauch. In Amsterdam und Rotterdam galt eine Maskenpflicht an belebten Orten, in Einkaufszentren und in Geschäften mit viel Kundschaft. Am 12. Oktober 2020 kündigte Mark Rutte eine allgemeine Maskenpflicht für alle öffentlichen Räume im gesamten Land an. Am 18. Juni 2021 gab Mark Rutte bekannt, dass die Maskenpflicht in den Niederlanden am 26. Juni größtenteils aufgehoben wird.
Am 2. November 2021 wurde die Wiedereinführung der Maskenpflicht ab 7. November für alle öffentlich zugänglichen Orte wie Bahnhöfe, Friseure, Geschäfte, Haltestellen oder öffentliche Verkehrsmittel angekündigt.
In Deutschland sprach sich der damalige Bundesgesundheitsminister Jens Spahn
am 24. September 2020 in der ARD-Sendung Tagesthemen gegen eine bundesweite Maskenpflicht auf öffentlichen Plätzen aus. Der Präsident der Bundesärztekammer Klaus Reinhardt sagte im Oktober 2020, wenn genügend Abstand gewahrt werden könne, sei eine Maskenpflicht auf öffentlichen Plätzen übertrieben. Im Deutschen Bundestag gilt seit dem 6. Oktober 2020 eine vom damaligen Bundestagspräsidenten Wolfgang Schäuble angeordnete Maskenpflicht.
Das Oberverwaltungsgericht für das Land Nordrhein-Westfalen billigte am 20. August 2020 die Maskenpflicht im Schulunterricht. Die Maskenpflicht an Schulen sei rechtmäßig, entschied am 9. November 2020 auch der 11. Senat des Oberverwaltungsgerichts Berlin-Brandenburg.
Ab 18. Januar 2021 wurde in Deutschland beginnend mit Bayern in öffentlichem Nahverkehr und Einzelhandel eine FFP2-Pflicht eingeführt, so dass FFP2-Masken in diesen Bereichen die Alltagsmaske ersetzten.
In den USA brauchten vollständig Geimpfte seit dem 14. Mai 2021 in der Regel keine Maske mehr zu tragen.
In Deutschland lief nach § 28b die Maskenpflicht zum Ablauf des 2. April 2023 im öffentlichen Personennahverkehr aus. Sie wurde in der Regel jedoch bereits im Februar 2023 ausgesetzt. Auch die Maskenpflicht in Fernzügen wurde mit Wirkung vom 2. Februar 2023 ausgesetzt. Die Maskenpflicht in Flugzeugen endete am 30. September 2022. Auch die allgemeine Maskenpflicht in Schulen und anderen Einrichtungen ist entfallen. Die Länder können eine Maskenpflicht für den öffentlichen Nahverkehr, Kliniken, Arztpraxen, Dialyse-Einrichtungen, Pflegeheimen, ambulante Pflegedienste und Rettungsdienste vorgeben. Darüber hinaus sind Maskenpflichten nur begrenzt möglich: Lediglich für „Hotspots“ können die Länder eine Maskenpflicht in Geschäften, Schulen, Kultur- und Freizeiteinrichtungen vorsehen. Unabhängig davon haben Eigentümer in Geschäften usw. grundsätzlich die Möglichkeit, eine Verpflichtung zum Tragen einer Maske aufzuerlegen.

### Keine Maskenpflicht
Schweden verordnete nie eine Maskenpflicht, denn „es gibt nur sehr mangelhafte Beweise dafür, dass Gesichtsmasken helfen.“ (Johan Giesecke (ehemaliger schwedischer Staatsepidemiologe, aktiver Regierungsberater): WHO) Am 18. Dezember 2020 empfahl die schwedische Regierung allerdings das Tragen von Masken in öffentlichen Verkehrsmitteln.
In China, Japan, Indien, Südkorea, Hongkong und Malaysia (rund 39 % der Weltbevölkerung) gab es (Stand 23. Juli 2020) keine landesweiten Vorgaben zum Tragen einer Mund-Nasen-Bedeckung, aber bereits vor der COVID-19-Krise die Bereitschaft, im Alltag solche Masken zu tragen. In 25 Ländern (auch in den europäischen Staaten Norwegen oder Dänemark) gab es (Stand 23. Juli 2020) weder die Pflicht noch die Empfehlung zum Tragen einer Maske.

### Maskentypen im Vergleich

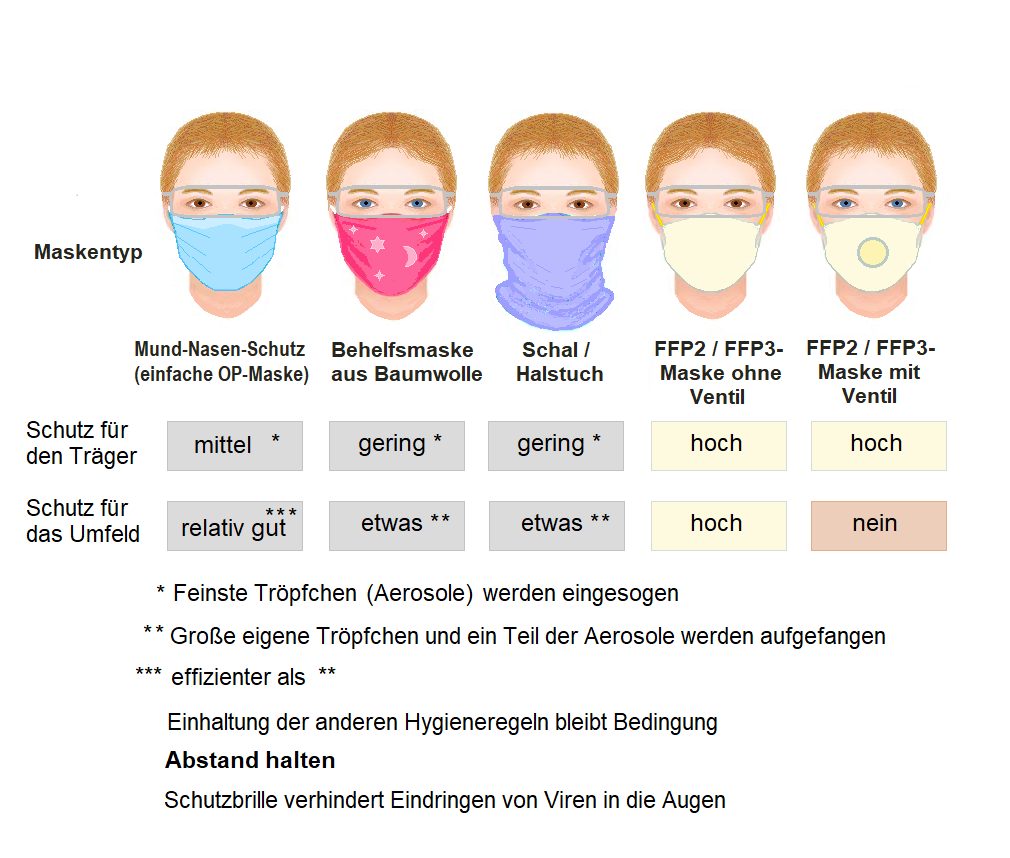
Wirksamkeit von Alltagsmasken im Vergleich zu anderen Maskentypen

Alltagsmasken bieten dem Träger der Maske nur einen geringen Eigenschutz, ebenso wie Tücher oder Schals, mit denen der Mund-Nasen-Bereich abgedeckt wird. Alltagsmasken gelten deshalb nicht als Schutzmasken, sondern als behelfsmäßiger Ersatz für Schutzmasken.
Dennoch können einfache Mund-Nasen-Bedeckungen einen wesentlichen Beitrag zur Eindämmung der Pandemie leisten. Ihre Nützlichkeit ergibt sich aus dem Prinzip des gegenseitigen Fremdschutzes: Unter den Bedingungen einer allgemeinen Maskenpflicht schützen sich die Maskenträger in der Öffentlichkeit gegenseitig. Da professionelle Atemschutzmasken Tröpfchen und Aerosole wesentlich effektiver abfangen können, wird auch der Fremdschutz durch Alltagsmasken nur als gering bis mäßig bewertet.
Medizinische Hygienemasken (OP-Masken, medizinischer Mund-Nasen-Schutz) wirken beim Eigen- und Fremdschutz etwas effektiver als Alltagsmasken, aber deutlich weniger effektiv als professionelle Atemschutzmasken.
FFP2- und FFP3-Masken bieten verglichen mit Alltagsmasken einen erheblich erhöhten Eigenschutz. Diese professionellen Atemschutzmasken werden von medizinischem Personal getragen, das COVID-19-verdächtige oder -erkrankte Personen pflegt, behandelt und betreut. Sie bieten aber auch Personen, die ein höheres Risiko für einen schweren COVID-19-Krankheitsverlauf haben, einen höheren Eigenschutz.
FFP-Masken gibt es mit und ohne Ausatemventil. Masken mit Ventil filtern nur die eingeatmete Luft. Diese gelangt beim Ausatmen (inklusive ggf. vorhandener Viren) ungefiltert in die Umgebung. Diese Masken bieten keinen Fremdschutz und eignen sich daher nicht zum Einhalten der Maskenpflicht, die ja primär auf gegenseitigem Fremdschutz beruht. FFP-Masken mit Ventil sind lediglich für sehr wenige Anwendungsgebiete in der Klinik vorgesehen.
Die Deutsche Gesellschaft für Pneumologie und Beatmungsmedizin (DGP) hat ein Positionspapier zur Auswirkung von wiederverwendbaren Mund-Nasenmasken auf den Eigen- und Fremdschutz bei aerogen übertragbaren Infektionen in der Bevölkerung veröffentlicht. Darin wird erklärt, welche Modelle geeignet sind und worauf Träger achten sollten.
Im November 2020 gaben die Deutsche Gesellschaft für Hygiene und Mikrobiologie und die Gesellschaft für Virologie eine gemeinsame Handlungsempfehlung zum Thema der Infektionsprävention durch das Tragen von Masken heraus, wobei sowohl auf die Alltags- als auch die medizinischen Masken differenziert eingegangen wird.
Eine vergleichende Übersicht verschiedener Masken, die bei der COVID-19-Pandemie zum Einsatz kommen, befindet sich unter Schutzmaske.

### Risiken bei nicht sachgemäßer Anwendung
Mund-Nasen-Masken bergen bei nicht sachgemäßer Anwendung das Risiko einer Infektion mit Bakterien oder Pilzen. Die Masken sind laut dem Virologen Hendrik Streeck nur sinnvoll, wenn sie sachgemäß verwendet und alle anderen Vorgaben eingehalten werden. Das Risiko für eine Infektion mit dem SARS-CoV-2 erhöhen sie laut Correctiv nicht.
Streeck äußert Skepsis beim Einsatz von Alltagsmasken, denn diese würden oft falsch angewendet und nach Gebrauch unsachgemäß abgenommen und verstaut. „Die Leute knüllen die Masken in die Hosentasche, fassen sie ständig an und schnallen sie sich zwei Wochen lang immer wieder vor den Mund, wahrscheinlich ungewaschen“, sagte Streeck, „Das ist ein wunderbarer Nährboden für Bakterien und Pilze“.

## Gesichtsschilde
Gesichtsschilde (Visiere) erkannten die folgenden Bundesländer als Mund-Nasen-Bedeckung an: Rheinland-Pfalz, Hamburg und Hessen. Dies ist aber inzwischen nicht mehr der Fall (Stand 21. November 2020). In Schleswig-Holstein waren sie seit dem 24. Oktober 2020 nur noch erlaubt, wenn darunter eine Maske getragen wurde. Wissenschaftler raten vom Gebrauch der Gesichtsschilde als Ersatz von Alltagsmasken ab,
da sie keine Aerosole zurückhalten und daher keinen Schutz vor z. B. aerogen übertragbaren Viren bieten.
In der Klinik werden Visiere zum Infektionsschutz nur ergänzend zu Schutzmasken benutzt, um Gesicht und Augen vor Tröpfchen oder Spritzern zu schützen. Insbesondere über die Schleimhäute (Bindehaut) der Augen sollen Viren in den Körper eindringen können. Dieser Infektionsweg spielt jedoch wahrscheinlich eine sehr untergeordnete Rolle beim Infektionsgeschehen.